# Lettre de cachet
Lettres de cachet sind in der Geschichte Frankreichs vom französischen König unterzeichnete versiegelte Schreiben.
Dieser Brief war die schriftliche Niederlegung eines royalen Auftrags und Willensbekundung; diese führte dann in der Folge oft zu einer Inhaftierung ohne Gerichtsverfahren, einer Exilierung oder Internierung von unerwünschten Personen.
Beispiele für Lettres de cachet sind die berüchtigten Haftbefehle der Könige von Frankreich vor der Revolution von 1789, durch die missliebige Personen aus Paris und des Landes verwiesen oder ohne Urteil in die Bastille oder ein anderes Staatsgefängnis gebracht wurden.

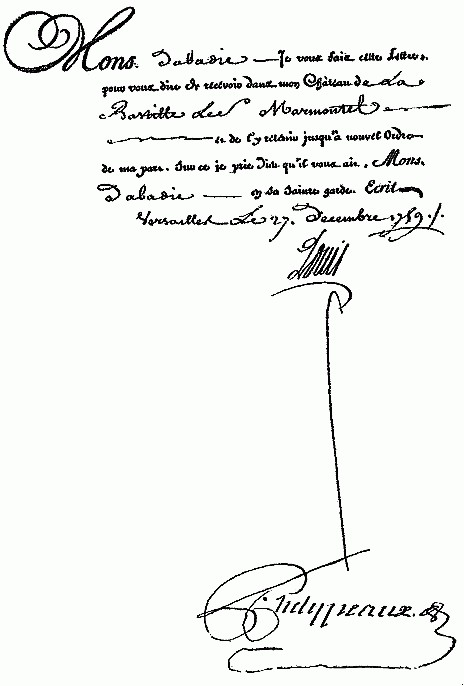
Lettre de cachet unterzeichnet von Ludwig XV., Einbestellung aus dem Jahre 1759 zur Inhaftierung von Jean-François Marmontel. Er wurde wegen einer Satire gegen den Duc d’Aumont für 11 Tage in der Bastille (28. Dezember 1759 bis 7. Januar 1760) arrestiert.

Königliche Schreiben (französisch lettres royales) wurden unterteilt in die lettres patentes, offene, und in lettres de cachet, das heißt versiegelte Briefe. Erstere wurden immer auf Pergament geschrieben, trugen die Namensunterschrift des Königs und die Kontrasignatur eines Ministers, waren nicht zusammengefaltet, sondern nur am Rand umgebogen und hatten das große Staatssiegel beigedruckt. Die Lettres de cachet wurden dagegen entweder im Namen oder im Auftrag des Königs, ohne andere Kontrolle als die Signatur eines Ministers, auf Papier geschrieben und mit dem kleinen königlichen Siegel geschlossen. Es wurde, besonders seit Ludwig XIV., um missliebige Personen unschädlich zu machen, ein so großer Missbrauch mit diesen Briefen getrieben, dass der Lieutenant général der Polizei gewöhnlich im Voraus angefertigte Lettres besaß, in welche er nur den Namen des zu Verhaftenden einschrieb. Doch war diese Verhaftung häufig auch eine königliche Gnade, indem der dadurch Betroffene der Justiz entzogen wurde, wie es beispielsweise beim Marquis de Sade der Fall war. Durch ein Dekret der Nationalversammlung wurden die lettres de cachet im Juni 1789 abgeschafft, doch 1811 von Napoléon Bonaparte wieder eingeführt.